# AS Roma (piłka nożna kobiet)
A.S. Roma – włoski klub piłki nożnej kobiet z siedzibą w Rzymie. Jest sekcją piłki nożnej kobiet w klubie AS Roma.

## Historia
Chronologia nazw:
- 2018: A.S. Roma

Klub piłkarski A.S. Roma został założony w mieście Rzym 1 lipca 2018 roku. Chociaż Rzym miał więcej żeńskich klubów piłkarskich w przeszłości, o tej samej nazwie Roma, np. SSD Roma Calcio Femminile powstały w 1965 lub SSD Res Roma powstały w 2003 roku, żaden z tych klubów nigdy nie miał żadnego związku z klubem męskim.
Po nabyciu tytułu sportowego od SSD Res Roma startował w sezonie 2018/19 w Serie A.

## Sukcesy

### Trofea międzynarodowe
Nie uczestniczył w rozgrywkach europejskich (stan na 31-05-2018).

### Trofea krajowe
| \| \| Zdobyte trofea w rozgrywkach Włoch (stan na: 18-09-2024) \| |                                                          |      |                  |
| Rozgrywki                                                         | Osiągnięcie                                              | Razy | Sezon(y)         |
| Mistrzostwo                                                       | I miejsce                                                | 2    | 2022/23, 2023/24 |
| Mistrzostwo                                                       | II miejsce                                               | 0    |                  |
| Mistrzostwo                                                       | III miejsce                                              | 0    |                  |
| Mistrzostwo                                                       | ?.miejsce                                                | 1    | 2018/19          |
| Puchar                                                            | zdobywca                                                 | 1    | 2020/21          |
| Puchar                                                            | finalista                                                | 0    |                  |
| Puchar                                                            | 1/? finału                                               | 1    | 2018/19          |
| II liga                                                           | I miejsce                                                | 0    |                  |
| II liga                                                           | II miejsce                                               | 0    |                  |
| II liga                                                           | III miejsce                                              | 0    |                  |
| Włochy                                                            | Zdobyte trofea w rozgrywkach Włoch (stan na: 18-09-2024) |      |                  |

## Stadion
Klub rozgrywa swoje mecze domowe na stadionie Tre Fontane w Rzymie, który może pomieścić 4000 widzów.